# Armazém das Artes
Armazém das Artes é um epaço cultural, fundado pelo escultor José Aurélio, em 2007, no centro histórico de Alcobaça, com mais de 2 mil metros quadrados 
Foi inaugurada no dia 24 de março de 2007, sendo uma fundação independente e sem fins lucrativos. A sua sede está localizada num antigo edifício que teve múltiplas ocupações desde os finais do século XIX, das quais a mais importante foi a de armazém de vinhos entre os anos 40 e 70. Em 1995, José Aurélio, proprietário e fundador do Armazém das Artes, deu inicio à transformação do que restava das estruturas das antigas adegas, num espaço expositivo polivalente. 

## Programa cultural
Abriu como centro cultural e de conferências em 2007, destacando-se no seu programa a música, artes e fotografia. Recebeu uma colecção de peças da família Aurélio. 
Enche-se de visitantes, que para além dos programas culturais habituais que oferece, podem usufruir da presença de artistas e outras manifestações públicas de arte, performances, etc. Um pequeno auditório para mais ou menos 100 pessoas, permite concretizar eventos de carácter cultural e cívico, onde têm lugar conferências, debates sobre cidadania e política regional, tertúlias literárias e artísticas e projeção de documentários culturais. 
Uma sala polivalente para workshops e um salão equipado com palco, piano e plateia permite realizar espetáculos musicais e outros, que pela sua importância, exijam maior capacidade para um público mais numeroso.